# Institut d’études politiques de Grenoble
Das Institut d’études politiques de Grenoble (IEP de Grenoble) (deutsch: Institut für politische Studien Grenoble), gewöhnlich Sciences Po Grenoble ist eine französische "grande école" der Politikwissenschaft und im weiteren Sinne der Sozialwissenschaften auf dem Campus der Universität Grenoble in Grenoble, Frankreich. Sie ist administrativ eine Tochtergesellschaft der Université Grenoble Alpes.
Das Institut d'études politiques von Grenoble wurde 1948 nach dem Vorbild der Sciences Po Paris mit dem Auftrag gegründet, Frankreich Führungskräfte des öffentlichen und privaten Sektors sowie Spezialisten in den verschiedenen Bereichen der Sozialwissenschaften zur Verfügung zu stellen.

## Berühmte Absolventen
- Agnès Callamard (* 1963), französische Menschenrechtsexpertin
- Gisela Müller-Brandeck-Bocquet (* 1956), deutsche Politikwissenschaftlerin
- Flore Vasseur (* 1973), französische Unternehmerin, Schriftstellerin und Journalistin